# Eupithecia hebridensis
Eupithecia hebridensis är en fjärilsart som beskrevs av Curtis 1944. Eupithecia hebridensis ingår i släktet Eupithecia och familjen mätare. Inga underarter finns listade i Catalogue of Life.